# Into Something Good - The Mickie Most Years 1964 - 1972
Into Something Good - The Mickie Most Years 1964 - 1972, 4-CD-box med brittiska gruppen Herman's Hermits, utgivet 2008 på skivbolaget EMI. 
Boxen sägs innehålla samtliga inspelningar bandet gjorde plus några tidigare outgivna låtar, samt några singlar utgivna av sångaren Peter Noone, efter att han lämnat gruppen.

## Låtlista

### CD 1
1. "Heartbeat"
2. "Travelin' Light"
3. "I'll Never Dance Again"
4. "Walkin' With My Angel"
5. "Dream On"
6. "I Wonder"
7. "For Your Love"
8. "Don't Try To Hurt Me"
9. "Tell Me Baby"
10. "I'm Henery The Eighth I Am"
11. "End Of World"
12. "Mrs Brown You've Got A Lovely Daughter"
13. "I'm Into Something Good"
14. "Your Hand In Mine"
15. "Show Me Girl"
16. "I Know Why"
17. "Silhouettes"
18. "Can't You Hear My Heartbeat"
19. "Wonderful World"
20. "Just A Little Bit Better"
21. "Take Love Give Love"
22. "Must To Avoid"
23. "Man With Cigar"
24. "Sea Cruise"
25. "Mother In Law"
26. "I Understand (Just How You Feel)"
27. "Thinkin' Of You"
28. "Little Boy Sad"
29. "Story Of My Life"
30. "My Reservation's Been Confirmed"
31. "Bus Stop"
32. "For Love"

### CD 2
1. "Where Were You When I Needed You"
2. "All The Things I Do For You Baby"
3. "Leaning On A Lamp Post"
4. "Dial My Number"
5. "Oo Ee Baby"
6. "Je Suis Anglais (L'Autre Jour)"
7. "Listen People"
8. "You Won't Be Leaving"
9. "This Door Swings Both Ways"
10. "Hold On"
11. "George And The Dragon"
12. "Wild Love"
13. "What Is Wrong What Is Right"
14. "Bidin' My Time"
15. "Got A Feeling"
16. "Kansas City Loving"
17. "Gotta Get Away"
18. "Make Me Happy"
19. "There's A Kind Of Hush (All Over The World)"
20. "Saturday's Child"
21. "If You're Thinking What I'm Thinking"
22. "You Won't Be Leaving"
23. "Dandy"
24. "Jezebel"
25. "No Milk Today"
26. "Little Miss Sorrow Child Of Tomorrow"
27. "Gaslite Street"
28. "Rattler"
29. "East West"
30. "Future Mrs 'Awkins"
31. "Oh Mr Porter"
32. "Two Lovely Black Eyes"
33. "My Old Dutch"

### CD 3
1. I Can Take Or Leave Your Loving
2. Marcel's
3. It's Nice To Be Out In The Morining
4. Holiday Inn
5. Ooh She's Done It Again
6. Lemon And Lime
7. Most Beautiful Thing In My Life
8. Daisy Chain
9. Daisy Chain
10. World Is For Young
11. London Look
12. Museum
13. Upstairs Downstairs
14. Busy Line
15. Moonshine Man
16. Green Street Green
17. Don't Go Out Into The Rain (You're Gonna Melt)
18. I Call Out Her Name
19. One Little Packet Of Cigarettes
20. Last Bus Home
21. Ace King Queen Jack
22. Sleepy Joe
23. Just One Girl
24. Sunshine Girl
25. Nobody Needs To Know
26. Something Is Happening
27. My Sentimental Friend
28. My Lady
29. Here Comes The Star
30. It's Alright Now
31. Years May Come Years May Go

### CD 4
1. Smile Please
2. Bet Yer Life I Do
3. Searching For The Southern Sun
4. Lady Barbara
5. Don't Just Stand There
6. Mum And Dad
7. Moonshine Man
8. My Old Dutch/Show Me The Way To Go Home (tidigare outgiven)
9. Wings of Love
10. Big Man
11. Wait For Me Here I Come (tidigare outgiven)
12. Regardez Moi (Here Comes The Star)
13. Year Ago Today (tidigare outgiven)
14. Colder It Gets (tidigare outgiven)
15. Big Ship (tidigare outgiven)
16. Oh You Pretty Things (under namnet Peter Noone)
17. Together Forever (under namnet Peter Noone)
18. Right On Mother (under namnet Peter Noone)
19. Walnut Whirl (under namnet Peter Noone)
20. Shoo Be Doo Ah (under namnet Peter Noone)
21. Because You're There (under namnet Peter Noone)
22. Should I (Have Loved You) (under namnet Peter Noone)
23. Each And Every Minute (under namnet Peter Noone)
24. Green Green Rocky Road (under namnet Peter Noone, tidigare outgiven)
25. I Do Believe (In Music) (under namnet Peter Noone, tidigare outgiven)